# Чернореченський (Новосибірська область)
Чернореченський (рос. Чернореченский) — селище в Іскітимському районі Новосибірської області Російської Федерації.
Входить до складу муніципального утворення Чернореченська сільрада. Населення становить 1584 особи (2010).

## Історія
Згідно із законом від 2 червня 2004 року органом місцевого самоврядування є Чернореченська сільрада.

## Населення
| 2002 | 2007  | 2010  |
| ---- | ----- | ----- |
| 1670 | ↗1797 | ↗1854 |